# Dattatreya Ramachandra Kaprekar
Dattatreya Ramachandra Kaprekar (Dahanu, Maharastra, 17 de enero de 1905 - Deolali, Distrito de Nashik, Maharastra, 1 de junio de 1986, Kerala, India) fue un matemático indio cuyo nombre es asociado con una serie de conceptos particulares en la teoría de números. 

## Biografía
Nació en Dahanu, cerca de Bombay, India. Se interesó por los números desde muy pequeño. Recibió educación secundaria en Thana y estudió en la instituto Fergusson, en Poona. Kaprekar asistió a la Universidad de Bombay, recibiendo la licenciatura en 1929.
Desde 1930 hasta su jubilación en 1962, trabajó como profesor de escuela en Devlali, India. Kaprekar descubrió muchas propiedades interesantes en la teoría de números recreativa.
Publicó artículos activamente, escribiendo sobre temas como decimales con patrones recurrentes, cuadrados mágicos y números con propiedades especiales.

## Contribuciones
Entre sus muchas contribuciones encontramos las siguientes:
- Número de Kaprekar
- Constante de Kaprekar
- Autonúmeros
- Número de Harshad